# أوتيس بيردسونغ
أوتيس بيردسونغ (بالإنجليزية: Otis Birdsong) مواليد 9 ديسمبر 1955 في فلوريدا، هو لاعب كرة سلة أمريكي سابق. بدأ مسيرته الاحترافية في سنة 1977. تم اختياره من قبل فريق سكرامنتو كينغز خلال الدرافت. يبلغ طوله 6 قدم 3 بوصة (1.9 م). حقق المركز الأول في دورة الألعاب الأمريكية 1975. اعتزل اللعب في 1989. شارك 4 مرات في مباراة كل النجوم. أحرز خلال مسيرته في الإن بي إيه 12544 نقطة بمعدل 18.0 نقطة في المباراة الواحدة.

## المسيرة الاحترافية
لعب مع سكرامنتو كينغز من سنة 1977 إلى 1981، ثم لعب مع بروكلين نتس من سنة 1981 إلى 1988، ثم لعب مع بوسطن سيلتكس في موسم 1988–1989.

## الميداليات
| الميدالية | المسابقة                    |
| --------- | --------------------------- |
| ذهبية     | دورة الألعاب الأمريكية 1975 |

## روابط خارجية
- أوتيس بيردسونغ على موقع إن بي أي (الإنجليزية)
- أوتيس بيردسونغ على موقع سبورتس رفرنس (الإنجليزية)
- أوتيس بيردسونغ على موقع كلية كرة السلة في سبورتس رفرنس.كوم (الإنجليزية)
- أوتيس بيردسونغ على موقع ريلجم (الإنجليزية)
- أوتيس بيردسونغ على موقع بروبوليرز (الإنجليزية)
- أوتيس بيردسونغ على موقع قاعة فلوريدا للمشاهير الرياضية (الإنجليزية)